# Duits kampioenschap wielrennen op de weg
Het Duits kampioenschap wielrennen op de weg is in de vier onderdelen wegwedstrijd en individuele tijdrit bij zowel de mannen als de vrouwen een jaarlijkse georganiseerde wielerwedstrijd waarin om de nationale titel van Duitsland wordt gestreden. De kampioen draagt een jaar lang in de categorie waarin de titel werd behaald een trui in de kleuren van de vlag van Duitsland. 

## Mannen

### Wegwedstrijd

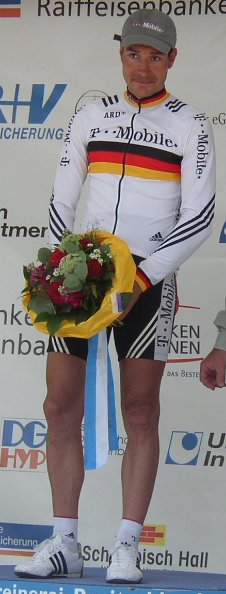
Erik Zabel won in 1998 en 2003

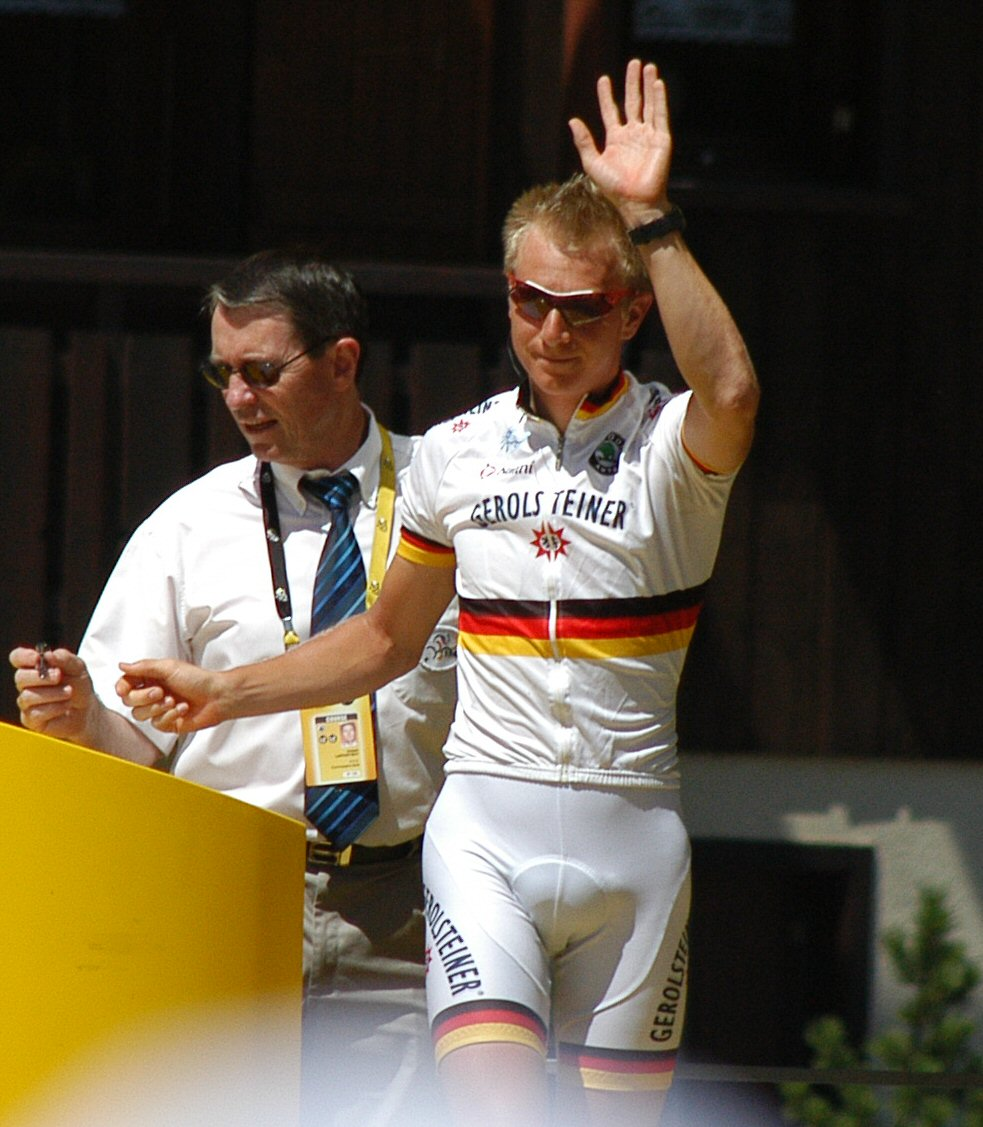
Fabian Wegmann won in 2007, 2008 en 2012

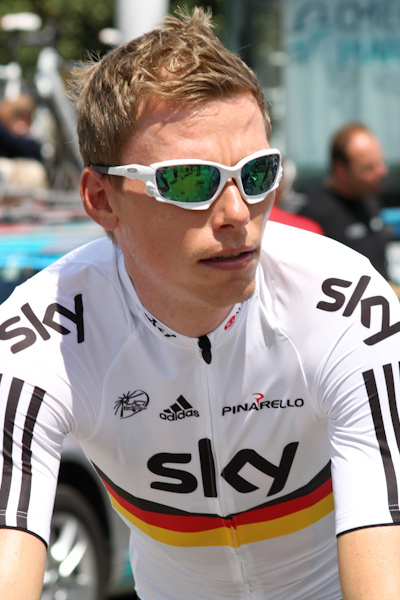
Christian Knees won in 2010

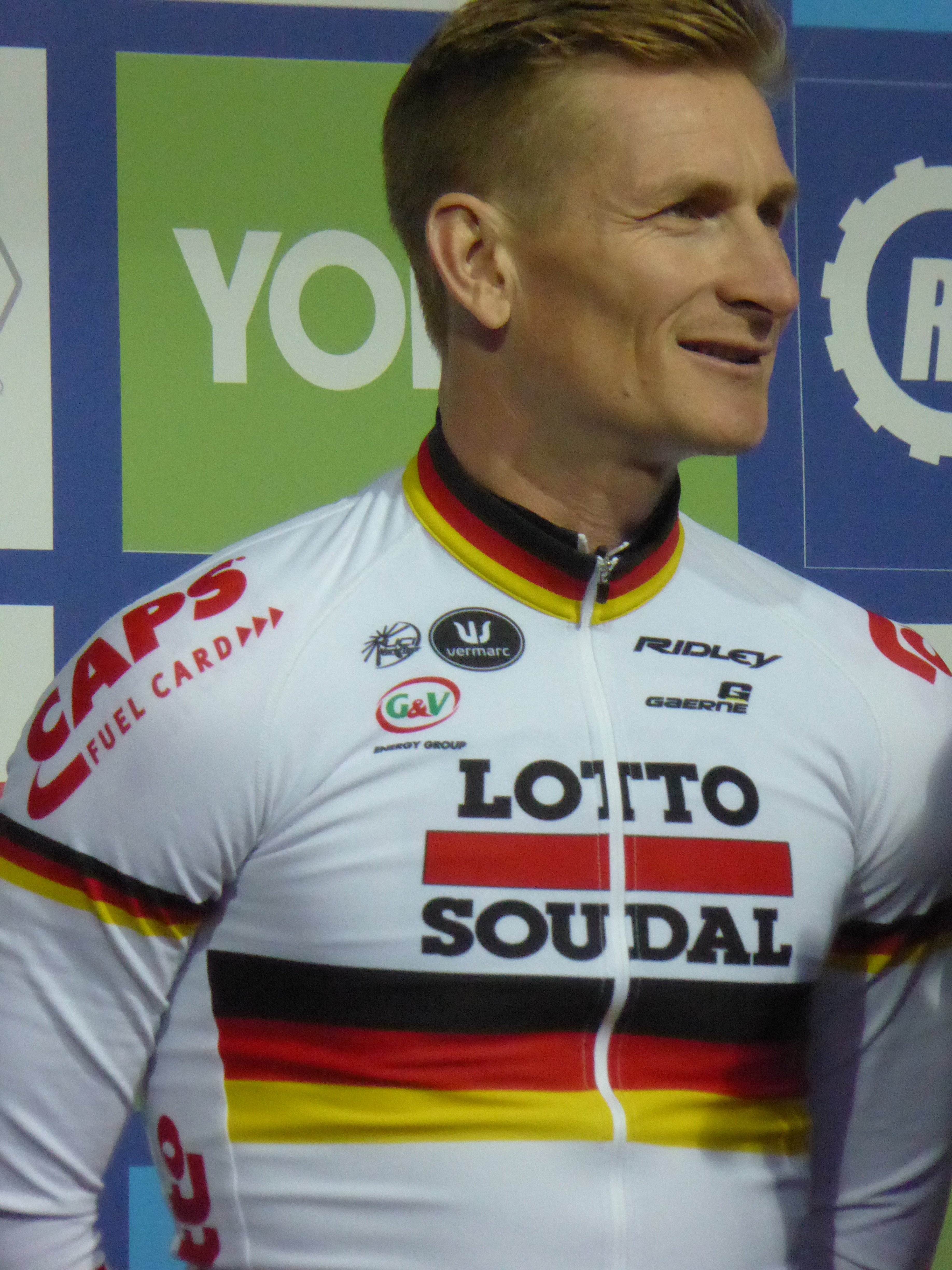
André Greipel won in 2013, 2014 en 2016

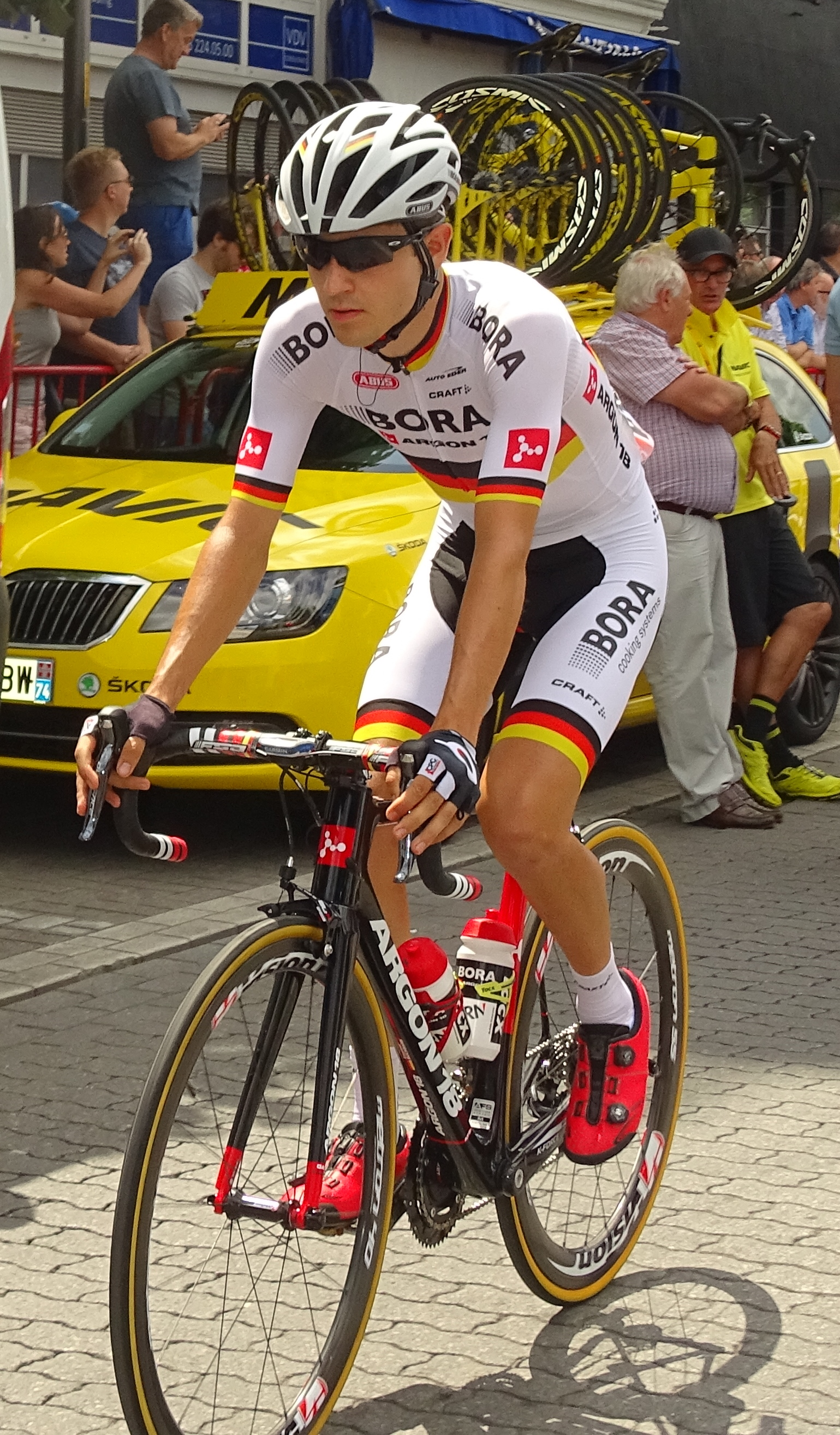
Emanuel Buchmann won in 2015

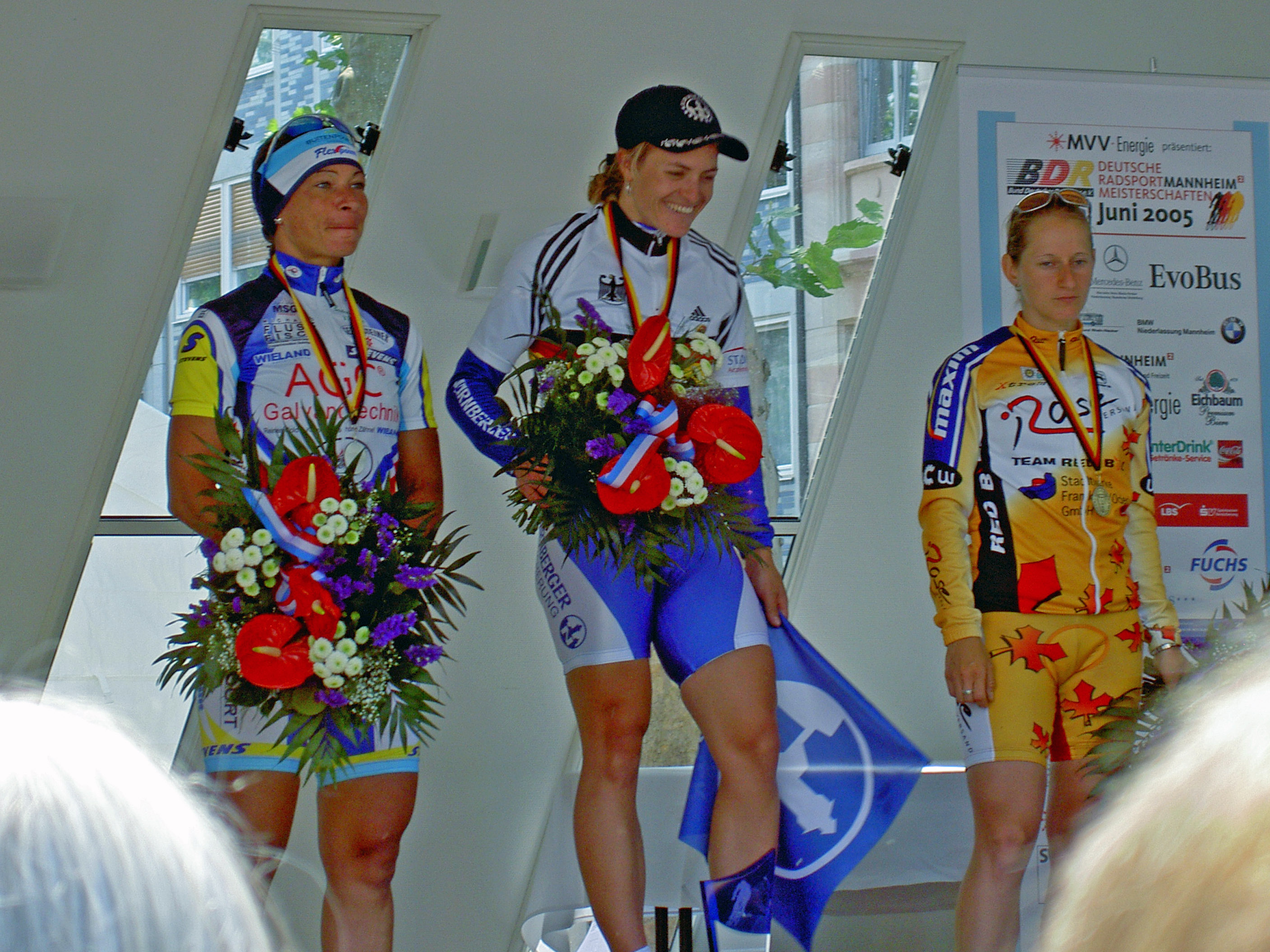
Regina Schleicher won in 2005

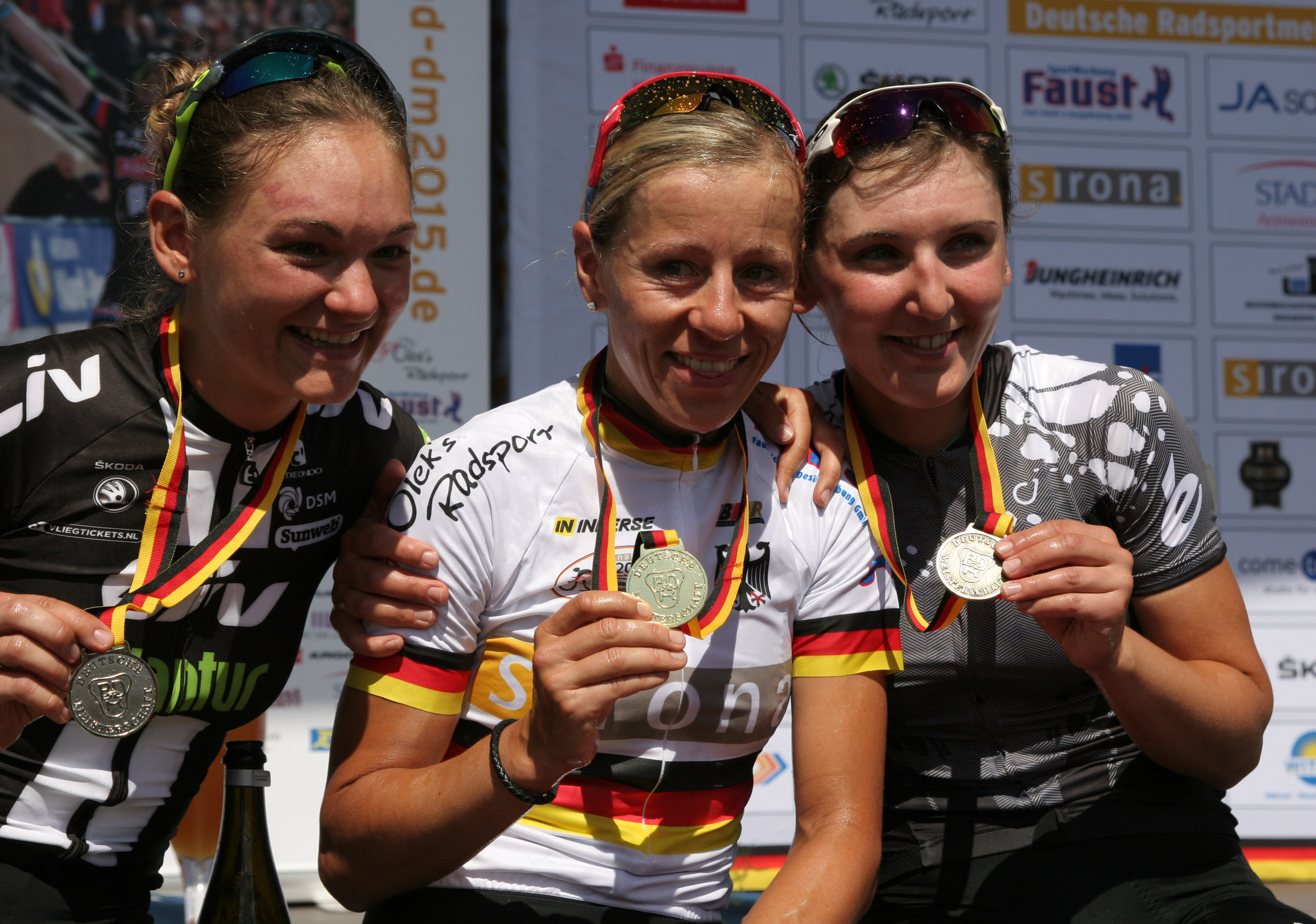
Trixi Worrack won de wegrit in 2003, 2013 en 2015

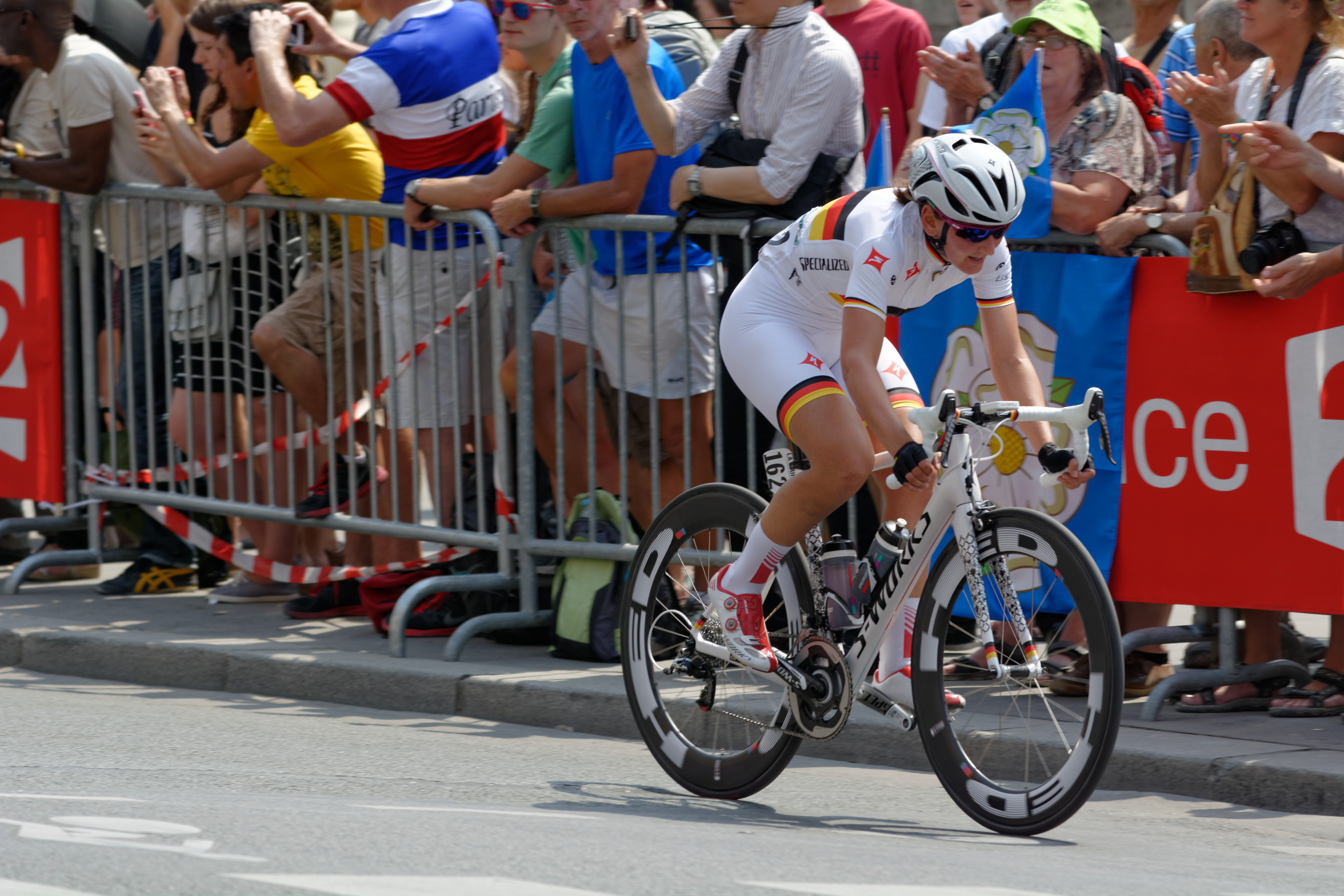
Lisa Brennauer won vier keer

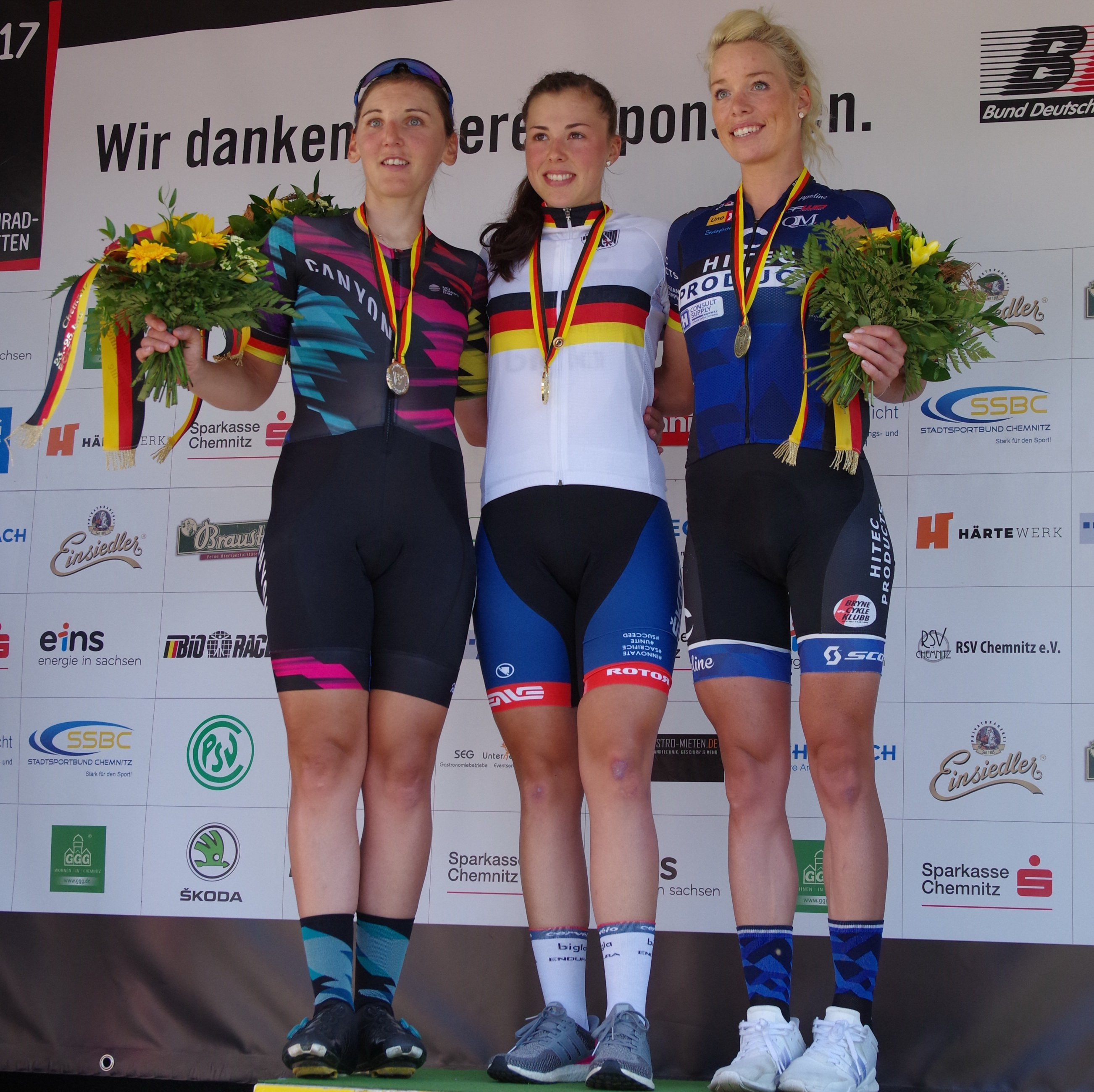
Lisa Klein won de wegrit in 2017

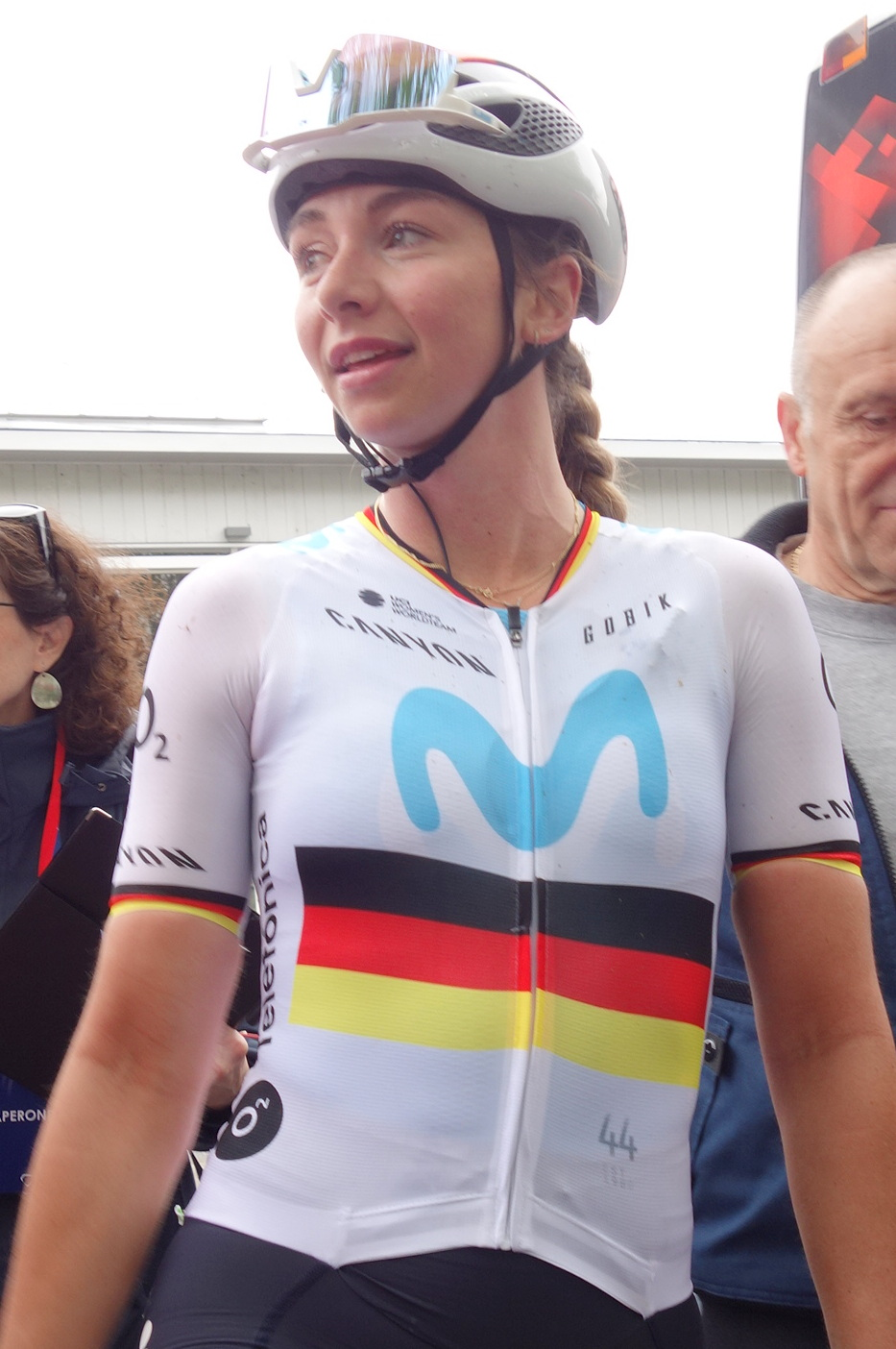
Liane Lippert won in 2018, 2022 en 2023

| Jaar | Goud                  | Zilver               | Brons                  |
| ---- | --------------------- | -------------------- | ---------------------- |
| 1910 | Karl Wittig           | Arno Ritter          | G. Schonweiss          |
| 1913 | Ernst Franz           | Erich Aberger        | Fritz Bauer            |
| 1919 | Richard Golle         | Paul Koch            | Wilhelm Franke         |
| 1920 | Paul Koch             | Adolf Huschke        | Felix Manthey          |
| 1921 | Adolf Huschke         | Paul Kohl            | Fritz Fischer          |
| 1922 | Richard Huschke       | Adolf Huschke        | Jean Steingass         |
| 1923 | Richard Golle         | Erich Aberger        | Paul Kohl              |
| 1924 | Paul Kohl             | Karl Pfister         | Gustav Nagel           |
| 1925 | Richard Huschke       | Paul Kroll           | Paul Kohl              |
| 1928 | Felix Manthey         | Herbert Nebe         | Bruno Wolke            |
| 1934 | Kurt Stoepel          | Ludwig Geyer         | Anton Hodey            |
| 1935 | Bruno Roth            | Oskar Thierbach      | Georg Stach            |
| 1936 | Georg Umbenhauer      | Erich Bautz          | Emil Kijewski          |
| 1937 | Erich Bautz           | Emil Kijewski        | Hermann Buse           |
| 1938 | Jupp Arents           | Bruno Roth           | Fritz Scheller         |
| 1939 | Walter Loeber         | Paul Langhoff        | Albert Plappert        |
| 1940 | Georg Stach           | Herbert Gerber       | Fritz Scheller         |
| 1941 | Erich Bautz           | Karl Weimer          | Herbert Hackebeil      |
| 1946 | Karl Kittsteiner      | Sepp Berger          | Ludwig Hörmann         |
| 1947 | Georg Voggenreiter    | Karl Singer          | Otto Ziege             |
| 1948 | Otto Schenk           | Heinrich Schwarzer   | Georg Voggenreiter     |
| 1949 | Ludwig Hörmann        | Heinrich Schwarzer   | Gunther Bintner        |
| 1949 | Otto Ziege            | Erich Bautz          | Gunther Pankoke        |
| 1950 | Erich Bautz           | Hubert Schwarzenberg | Ludwig Hörmann         |
| 1952 | Ludwig Hörmann        | Karl Weimer          | Heinrich Schwarzer     |
| 1953 | Heinz Müller          | Hans Preiskeit       | Matthias Pfannenmuller |
| 1954 | Hermann Schild        | Gunther Pankoke      | Hubert Schwarzenberg   |
| 1955 | Hans Preiskeit        | Hans Junkermann      | Hermann Schild         |
| 1956 | Valentin Petry        | Horst Backat         | Heinz Müller           |
| 1957 | Franz Reitz           | Horst Tuller         | Karl-Heinz Kramer      |
| 1958 | Klaus Bugdahl         | Hans Junkermann      | Franz Reitz            |
| 1959 | Hans Junkermann       | Franz Reitz          | Gunther Debusmann      |
| 1960 | Hans Junkermann       | Horst Tuller         | Lothar Friedrich       |
| 1961 | Hans Junkermann       | Dieter Puschel       | Ludwig Troche          |
| 1962 | Dieter Puschel        | Rudi Altig           | Horst Oldenburg        |
| 1963 | Sigi Renz             | Rolf Wolfshohl       | Horst Oldenburg        |
| 1964 | Rudi Altig            | Winfried Boelke      | Hans Junkermann        |
| 1965 | Winfried Boelke       | Peter Glemser        | Hans Junkermann        |
| 1966 | Winfried Boelke       | Wolfgang Schulze     | Wilfried Peffgen       |
| 1967 | Winfried Boelke       | Herbert Wilde        | Hans Junkermann        |
| 1968 | Rolf Wolfshohl        | Winfried Boelke      | Hans Junkermann        |
| 1969 | Peter Glemser         | Wilfried Peffgen     | Ernst Streng           |
| 1970 | Rudi Altig            | Peter Glemser        | Winfried Boelke        |
| 1971 | Jürgen Tschan         | Dieter Puschel       | Dieter Kemper          |
| 1972 | Wilfried Peffgen      | Karl-Heinz Muddemann | Klaus Bugdahl          |
| 1974 | Günter Haritz         | Karl-Heinz Kuster    | Wolfgang Schulze       |
| 1975 | Dietrich Thurau       | Günter Haritz        | Dieter Puschel         |
| 1976 | Dietrich Thurau       | Jürgen Tschan        | Günter Haritz          |
| 1977 | Jurgen Kraft          | Hans Hindelang       | Jürgen Tschan          |
| 1978 | Gregor Braun          | Klaus-Peter Thaler   | Hans-Peter Jakst       |
| 1979 | Hans-Peter Jakst      | Günter Haritz        | Harald Maier           |
| 1980 | Gregor Braun          | Klaus-Peter Thaler   | Dietrich Thurau        |
| 1981 | Hans Neumayer         | Hans-Peter Jakst     | Hans Hindelang         |
| 1982 | Hans Neumayer         | Uwe Bolten           | Stefan Schropfer       |
| 1983 | Gregor Braun          | Reimund Dietzen      | Uwe Bolten             |
| 1984 | Reimund Dietzen       | Uwe Bolten           | Gotz Heine             |
| 1985 | Rolf Gölz             | Gregor Braun         | Peter Hilse            |
| 1986 | Reimund Dietzen       | Peter Hilse          | Stefan Schropfer       |
| 1987 | Peter Hilse           | Volker Diehl         | Andreas Kappes         |
| 1988 | Harmut Bolts          | Andreas Kappes       | "Niet toegewezen"      |
| 1989 | Dariusz Kajzer        | Peter Hilse          | Peter Gänsler          |
| 1990 | Udo Bölts             | Olaf Ludwig          | Dariusz Kajzer         |
| 1991 | Falk Boden            | Kai Hundertmarck     | Mario Kummer           |
| 1992 | Heinrich Trumheller   | Rolf Aldag           | Kai Hundertmarck       |
| 1993 | Bernd Gröne           | Jens Heppner         | Udo Bölts              |
| 1994 | Jens Heppner          | Christian Henn       | Andreas Kappes         |
| 1995 | Udo Bölts             | Jens Heppner         | Rolf Aldag             |
| 1996 | Christian Henn        | Jan Ullrich          | Udo Bölts              |
| 1997 | Jan Ullrich           | Rolf Aldag           | Erik Zabel             |
| 1998 | Erik Zabel            | Jan Ullrich          | Jörg Jaksche           |
| 1999 | Udo Bölts             | Kai Hundertmarck     | Erik Zabel             |
| 2000 | Rolf Aldag            | Steffen Wesemann     | Udo Bölts              |
| 2001 | Jan Ullrich           | Erik Zabel           | Christian Wegmann      |
| 2002 | Danilo Hondo          | Uwe Peschel          | Erik Zabel             |
| 2003 | Erik Zabel            | Patrik Sinkewitz     | Fabian Wegmann         |
| 2004 | Andreas Klöden        | Stefan Schumacher    | Fabian Wegmann         |
| 2005 | Gerald Ciolek         | Robert Förster       | Erik Zabel             |
| 2006 | Dirk Müller           | Matthias Kessler     | Jens Voigt             |
| 2007 | Fabian Wegmann        | Patrik Sinkewitz     | Christian Knees        |
| 2008 | Fabian Wegmann        | Erik Zabel           | Gerald Ciolek          |
| 2009 | Martin Reimer         | Dominic Klemme       | Roger Kluge            |
| 2010 | Christian Knees       | Steffen Radochla     | Andreas Schillinger    |
| 2011 | Robert Wagner         | Gerald Ciolek        | John Degenkolb         |
| 2012 | Fabian Wegmann        | Linus Gerdemann      | Julian Kern            |
| 2013 | André Greipel         | Gerald Ciolek        | John Degenkolb         |
| 2014 | André Greipel         | John Degenkolb       | Phil Bauhaus           |
| 2015 | Emanuel Buchmann      | Nikias Arndt         | Marcus Burghardt       |
| 2016 | André Greipel         | Max Walscheid        | Marcel Kittel          |
| 2017 | Marcus Burghardt      | Emanuel Buchmann     | John Degenkolb         |
| 2018 | Pascal Ackermann      | John Degenkolb       | Max Walscheid          |
| 2019 | Maximilian Schachmann | Marcus Burghardt     | Andreas Schillinger    |
| 2020 | Marcel Meisen         | Pascal Ackermann     | Alexander Krieger      |
| 2021 | Maximilian Schachmann | Jonas Koch           | Georg Zimmermann       |
| 2022 | Nils Politt           | Nikias Arndt         | Simon Geschke          |
| 2023 | Emanuel Buchmann      | Nico Denz            | Maximilian Schachmann  |
| 2024 | Marco Brenner         | Florian Lipowitz     | Kim Heiduk             |
| 2025 | Georg Zimmermann      | Felix Engelhardt     | Anton Schiffer         |

### Tijdrit

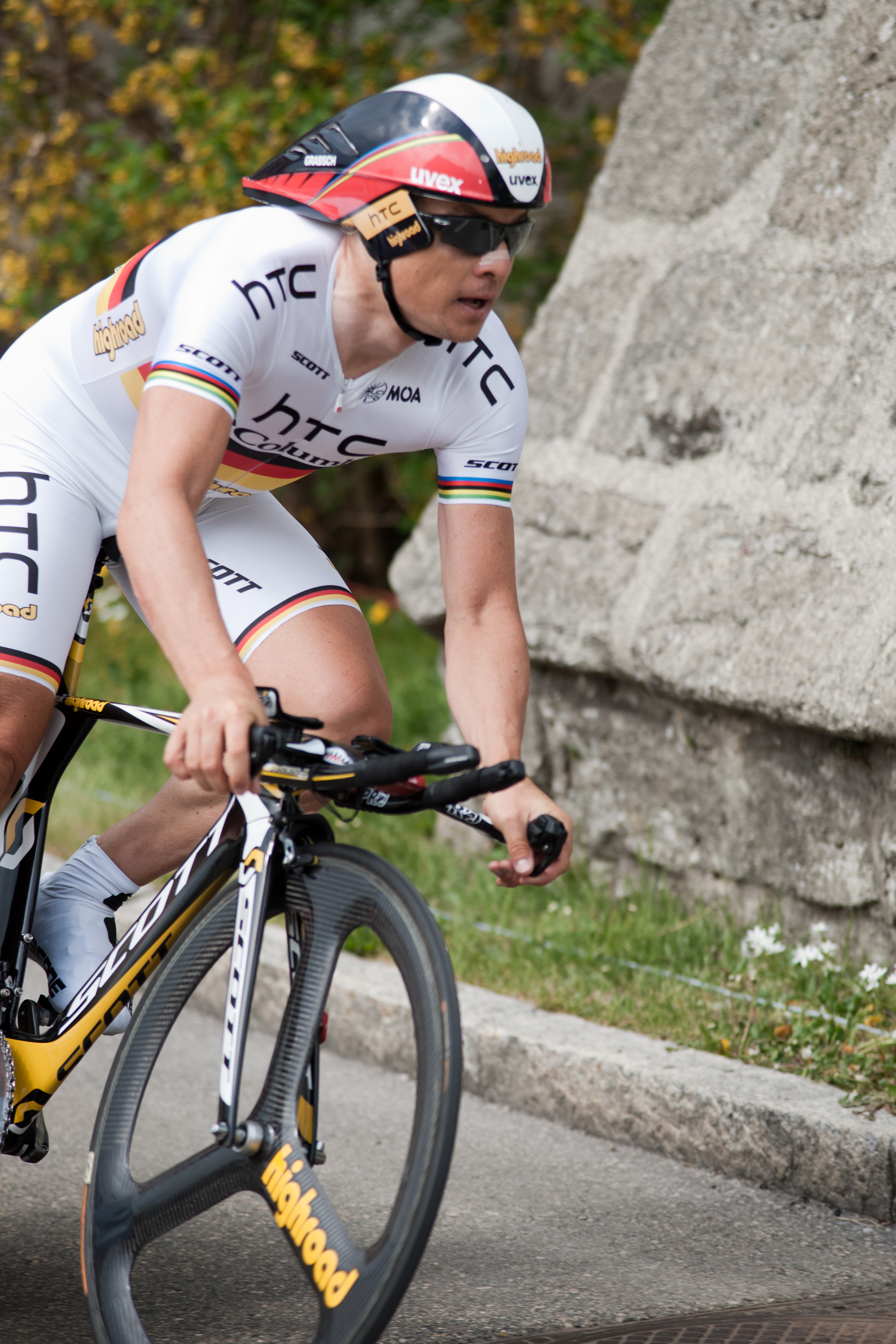
Bert Grabsch won vier keer

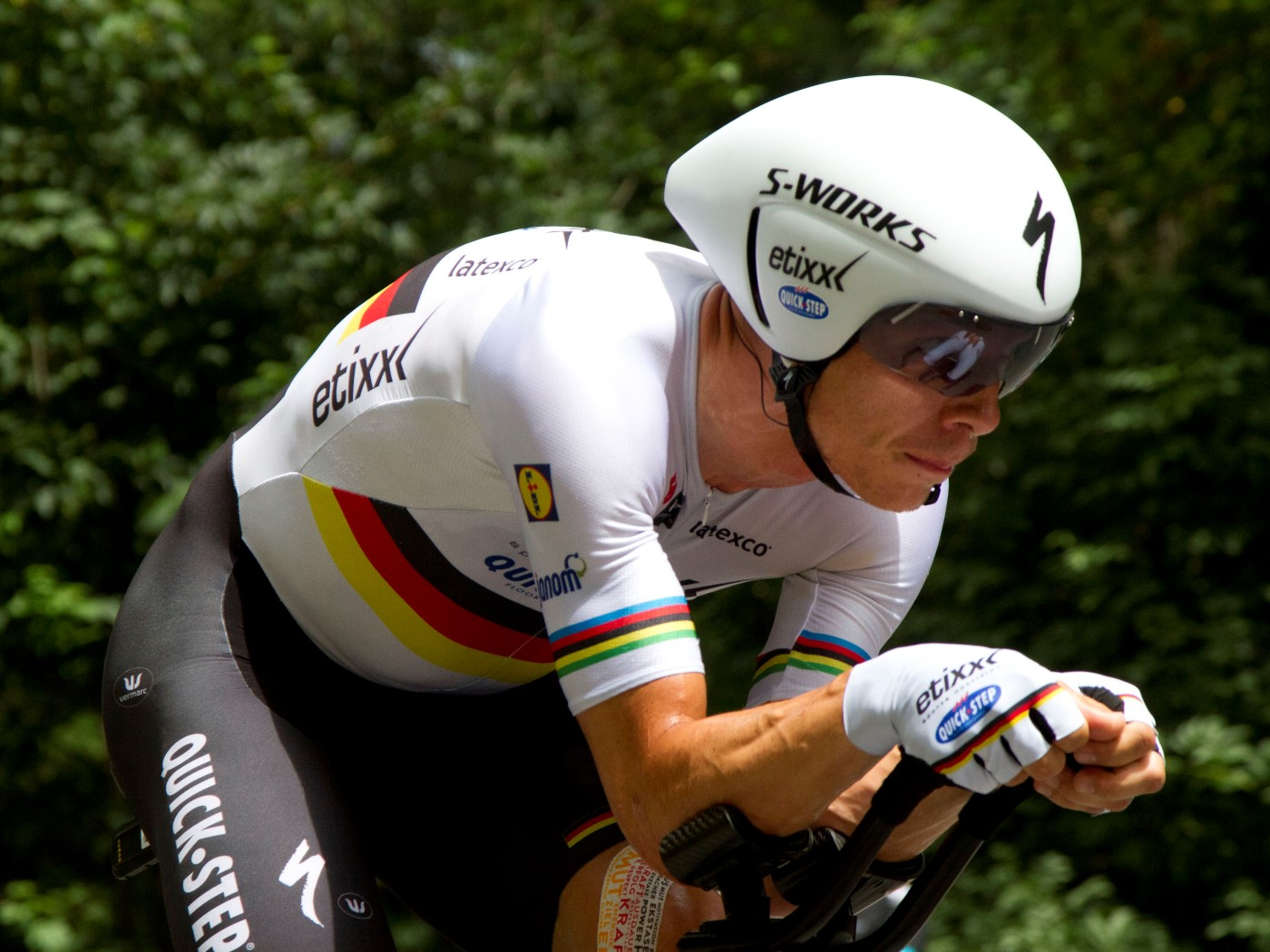
Tony Martin won tien keer

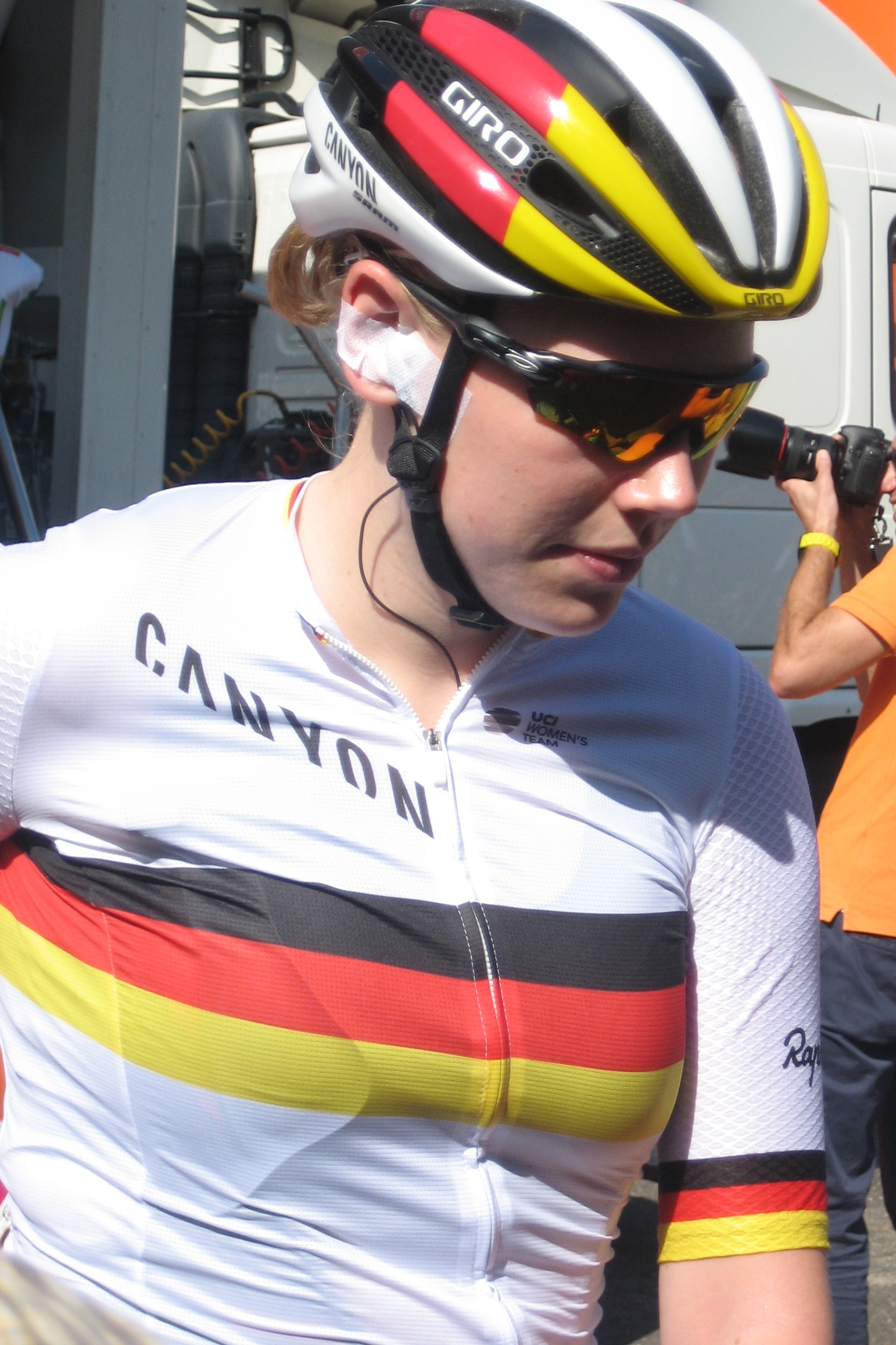
Mieke Kröger won de tijdrit in 2015 en de wegrit in 2016

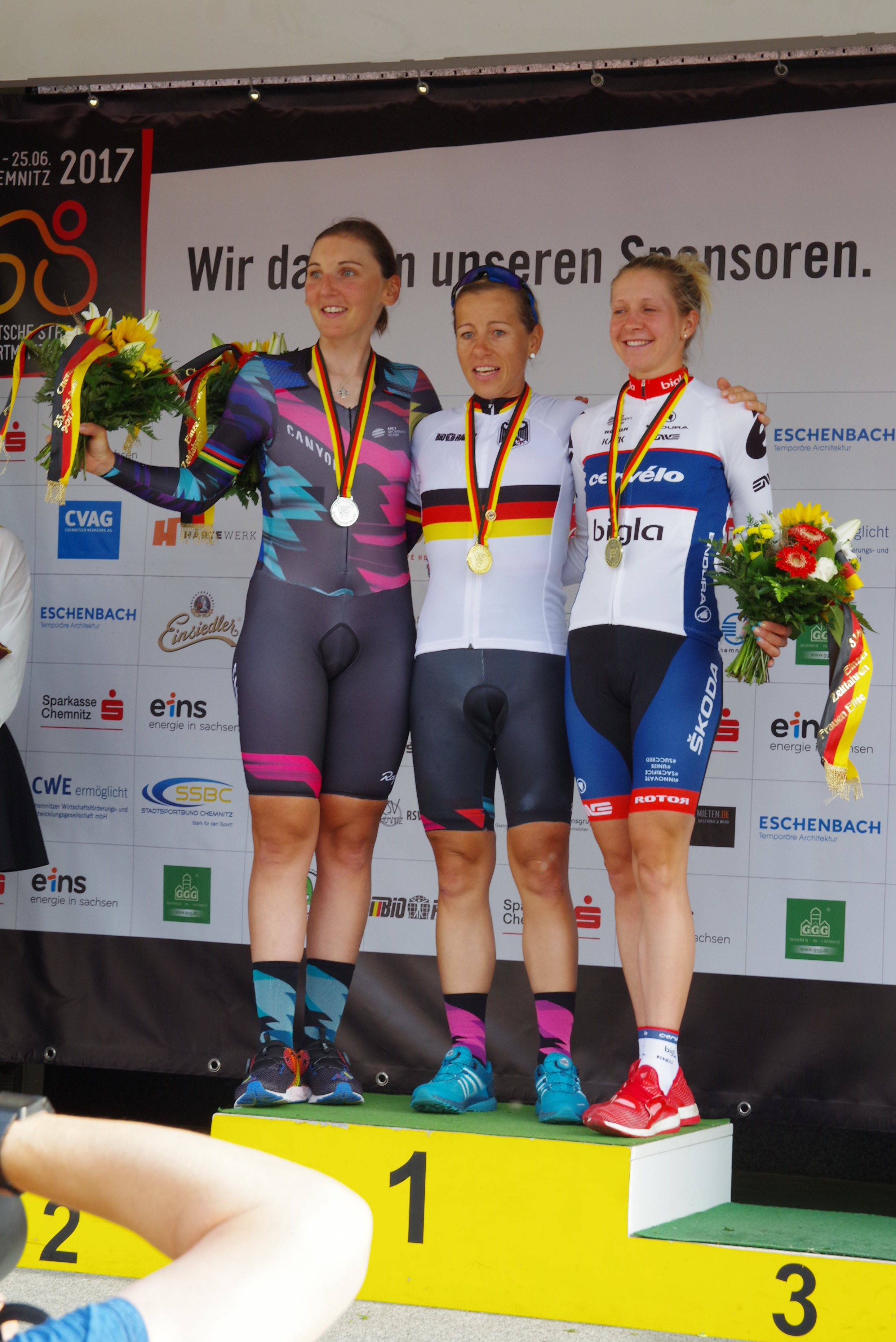
Trixi Worrack won de tijdrit in 2009, 2016 en 2017

| Jaar | Goud                  | Zilver                | Brons                 |
| ---- | --------------------- | --------------------- | --------------------- |
| 1995 | Jan Ullrich           | Uwe Peschel           | Thomas Liese          |
| 1996 | Uwe Peschel           | Thomas Liese          | Michael Rich          |
| 1997 | Andreas Walzer        | Bert Grabsch          | Thomas Liese          |
| 1998 | Uwe Peschel           | Andreas Walzer        | Thomas Liese          |
| 1999 | Andreas Walzer        | Olaf Pollack          | Dirk Müller           |
| 2000 | Michael Rich          | Thomas Liese          | Sebastian Lang        |
| 2001 | Thomas Liese          | Uwe Peschel           | Andreas Walzer        |
| 2002 | Uwe Peschel           | Michael Rich          | Jens Voigt            |
| 2003 | Michael Rich          | Uwe Peschel           | Sebastian Lang        |
| 2004 | Michael Rich          | Sebastian Lang        | Jens Voigt            |
| 2005 | Michael Rich          | Sebastian Lang        | Jens Voigt            |
| 2006 | Sebastian Lang        | Michael Rich          | Jens Voigt            |
| 2007 | Bert Grabsch          | Lars Teutenberg       | Robert Bartko         |
| 2008 | Bert Grabsch          | Stefan Schumacher     | Tony Martin           |
| 2009 | Bert Grabsch          | Tony Martin           | Jens Voigt            |
| 2010 | Tony Martin           | Patrick Gretsch       | Jens Voigt            |
| 2011 | Bert Grabsch          | Tony Martin           | Patrick Gretsch       |
| 2012 | Tony Martin           | Bert Grabsch          | Lars Teutenberg       |
| 2013 | Tony Martin           | Patrick Gretsch       | Stefan Schumacher     |
| 2014 | Tony Martin           | Nikias Arndt          | Lars Teutenberg       |
| 2015 | Tony Martin           | Nikias Arndt          | Stefan Schumacher     |
| 2016 | Tony Martin           | Jasha Sütterlin       | Nils Politt           |
| 2017 | Tony Martin           | Jasha Sütterlin       | Nils Politt           |
| 2018 | Tony Martin           | Jasha Sütterlin       | Nikias Arndt          |
| 2019 | Tony Martin           | Nils Politt           | Jasha Sütterlin       |
|      |                       |                       |                       |
| 2021 | Tony Martin           | Miguel Heidemann      | Max Walscheid         |
| 2022 | Lennard Kämna         | Jannik Steimle        | Nils Politt           |
| 2023 | Nils Politt           | Miguel Heidemann      | Maximilian Schachmann |
| 2024 | Nils Politt           | Maximilian Schachmann | Miguel Heidemann      |
| 2025 | Maximilian Schachmann | Miguel Heidemann      | Lennard Kämna         |

## Vrouwen

### Wegwedstrijd
| Jaar | Goud                 | Zilver                 | Brons                 |
| ---- | -------------------- | ---------------------- | --------------------- |
| 1990 | Heidi Metzger        | Jutta Niehaus          | Petra Rossner         |
| 1991 | Heidi Metzger        | Andrea Vranken-Schütze | Gaby Prieler          |
| 1992 | Viola Paulitz-Müller | Silvia Lamparter       | Monika Diebel         |
| 1993 | Claudia Lehmann      | Ina-Yoko Teutenberg    | Sybille Lamparter     |
| 1994 | Regina Schleicher    | Claudia Lehmann        | Elena Unruh           |
| 1995 | Hanka Kupfernagel    | Vera Hohlfeld          | Ina-Yoko Teutenberg   |
| 1996 | Viola Paulitz-Müller | Vera Hohlfeld          | Petra Rossner         |
| 1997 | Hanka Kupfernagel    | Vera Hohlfeld          | Judith Arndt          |
| 1998 | Hanka Kupfernagel    | Judith Arndt           | Sandra Missbach       |
| 1999 | Hanka Kupfernagel    | Petra Rossner          | Kerstin Scheitle      |
| 2000 | Hanka Kupfernagel    | Kerstin Scheitle       | Tanja Hennes-Schmidt  |
| 2001 | Petra Rossner        | Hanka Kupfernagel      | Judith Arndt          |
| 2002 | Judith Arndt         | Petra Rossner          | Regina Schleicher     |
| 2003 | Trixi Worrack        | Christiane Soeder      | Tina Liebig           |
| 2004 | Petra Rossner        | Regina Schleicher      | Angela Hennig-Brodtka |
| 2005 | Regina Schleicher    | Tanja Hennes-Schmidt   | Angela Hennig-Brodtka |
| 2006 | Claudia Häusler      | Theresa Senff          | Tina Liebig           |
| 2007 | Luise Keller         | Claudia Häusler        | Angela Hennig-Brodtka |
| 2008 | Luise Keller         | Eva Lutz               | Tina Liebig           |
| 2009 | Ina-Yoko Teutenberg  | Marlen Jöhrend         | Regina Schleicher     |
| 2010 | Charlotte Becker     | Judith Arndt           | Trixi Worrack         |
| 2011 | Ina-Yoko Teutenberg  | Judith Arndt           | Hanka Kupfernagel     |
| 2012 | Judith Arndt         | Charlotte Becker       | Trixi Worrack         |
| 2013 | Trixi Worrack        | Elke Gebhardt          | Romy Kasper           |
| 2014 | Lisa Brennauer       | Trixi Worrack          | Martina Zwick         |
| 2015 | Trixi Worrack        | Claudia Lichtenberg    | Lisa Brennauer        |
| 2016 | Mieke Kröger         | Lisa Brennauer         | Jenny Hofmann         |
| 2017 | Lisa Klein           | Lisa Brennauer         | Charlotte Becker      |
| 2018 | Liane Lippert        | Christa Riffel         | Corinna Lechner       |
| 2019 | Lisa Brennauer       | Lisa Klein             | Liane Lippert         |
| 2020 | Lisa Brennauer       | Charlotte Becker       | Tanja Erath           |
| 2021 | Lisa Brennauer       | Liane Lippert          | Ricarda Bauernfeind   |
| 2022 | Liane Lippert        | Ricarda Bauernfeind    | Nadine Gill           |
| 2023 | Liane Lippert        | Kathrin Hammes         | Romy Kasper           |
| 2024 | Franziska Koch       | Liane Lippert          | Antonia Niedermaier   |
| 2025 | Franziska Koch       | Antonia Niedermaier    | Rosa Maria Klöser     |

### Tijdrit
| Jaar | Goud                | Zilver               | Brons               |
| ---- | ------------------- | -------------------- | ------------------- |
| 1994 | Vera Hohlfeld       | Hanka Kupfernagel    | Cordula Gruber      |
| 1995 | Hanka Kupfernagel   | Judith Arndt         | Petra Rossner       |
| 1996 | Hanka Kupfernagel   | Judith Arndt         | Vera Hohlfeld       |
| 1997 | Hanka Kupfernagel   | Judith Arndt         | Ina-Yoko Teutenberg |
| 1998 | Judith Arndt        | Jacqueline Brabenetz | Mandy Hampel        |
| 1999 | Judith Arndt        | Petra Rossner        | Bettina Schöke      |
| 2000 | Hanka Kupfernagel   | Bettina Schöke       | Ina-Yoko Teutenberg |
| 2001 | Judith Arndt        | Bettina Schöke       | Hanka Kupfernagel   |
| 2002 | Hanka Kupfernagel   | Trixi Worrack        | Tina Liebig         |
| 2003 | Judith Arndt        | Christiane Soeder    | Anke Wichmann       |
| 2004 | Judith Arndt        | Trixi Worrack        | Petra Rossner       |
| 2005 | Judith Arndt        | Trixi Worrack        | Madeleine Sandig    |
| 2006 | Charlotte Becker    | Madeleine Sandig     | Ina-Yoko Teutenberg |
| 2007 | Hanka Kupfernagel   | Charlotte Becker     | Judith Arndt        |
| 2008 | Hanka Kupfernagel   | Judith Arndt         | Charlotte Becker    |
| 2009 | Trixi Worrack       | Judith Arndt         | Ina-Yoko Teutenberg |
| 2010 | Judith Arndt        | Charlotte Becker     | Hanka Kupfernagel   |
| 2011 | Judith Arndt        | Charlotte Becker     | Ina-Yoko Teutenberg |
| 2012 | Judith Arndt        | Trixi Worrack        | Ina-Yoko Teutenberg |
| 2013 | Lisa Brennauer      | Trixi Worrack        | Esther Fennel       |
| 2014 | Lisa Brennauer      | Trixi Worrack        | Charlotte Becker    |
| 2015 | Mieke Kröger        | Lisa Brennauer       | Trixi Worrack       |
| 2016 | Trixi Worrack       | Stephanie Pohl       | Lisa Brennauer      |
| 2017 | Trixi Worrack       | Lisa Brennauer       | Stephanie Pohl      |
| 2018 | Lisa Brennauer      | Trixi Worrack        | Lisa Klein          |
| 2019 | Lisa Klein          | Mieke Kröger         | Lisa Brennauer      |
|      |                     |                      |                     |
| 2021 | Lisa Brennauer      | Lisa Klein           | Hannah Ludwig       |
| 2022 | Lisa Brennauer      | Lisa Klein           | Hannah Ludwig       |
| 2023 | Mieke Kröger        | Katharina Fox        | Clara Koppenburg    |
| 2024 | Mieke Kröger        | Antonia Niedermaier  | Lisa Klein          |
| 2025 | Antonia Niedermaier | Franziska Brauße     | Liane Lippert       |